# Ctenopharynx
Genre
Ctenopharynx est un genre de poissons de la famille des Cichlidae.

## Liste des espèces
Selon FishBase (24 janv. 2017) :
- Ctenopharynx intermedius (Günther, 1864)
- Ctenopharynx nitidus (Trewavas, 1935)
- Ctenopharynx pictus (Trewavas, 1935)